# Antho karyoka
Antho karyoka är en svampdjursart som först beskrevs av Dickinson 1945.  Antho karyoka ingår i släktet Antho och familjen Microcionidae. Inga underarter finns listade i Catalogue of Life.